# VdB 30
vdB 30 est une nébuleuse par réflexion, visible dans la constellation de la Girafe.
C'est un très grand nuage de gaz, difficile à observer en raison de la faible quantité de lumière réfléchie et de sa température relativement basse. Il semble entourer l'étoile α Camelopardalis, une supergéante bleue de magnitude apparente 4,26 et de classe spectrale O9Ia. Le nuage s'étend sur environ 29 parsecs et est composé de poussière froide, émettant un rayonnement infrarouge dû au faible échauffement de la supergéante. Ses émissions, dues à sa température de surface de 30000 K, se situent principalement dans l'ultraviolet. La nébuleuse a une forme d'anneau, marquée par le fort vent stellaire de la supergéante, qui est également responsable de la formation d'une bulle dans le milieu interstellaire environnant, provoquant ainsi la dispersion du nuage lui-même. Sa distance est estimée à plus de 6 900 années-lumière.